# هرادشیتسه
هرادشیتسه (به چکی: Hradešice) یک منطقهٔ مسکونی در جمهوری چک است که در ناحیه کلاتووی واقع شده‌است. هرادشیتسه ۱۴٫۸۴ کیلومتر مربع مساحت و ۴۱۴ نفر جمعیت دارد و ۴۵۸ متر بالاتر از سطح دریا واقع شده‌است.